# Luis Chávez
Luis Gerardo Chávez Magallón, noto semplicemente come Luis Chávez (Jalisco, 15 gennaio 1996), è un calciatore messicano, centrocampista della Dinamo Mosca e della nazionale messicana.

## Caratteristiche tecniche
È un centrocampista centrale.

## Carriera

### Club
Cresciuto nel settore giovanile del Club Tijuana, ha esordito in prima squadra il 19 luglio 2014 disputando l'incontro di Primera División perso 1-0 contro il Puebla.

### Nazionale
Riceve la prima convocazione in nazionale maggiore nell'aprile 2022, debuttando in seguito in un'amichevole conclusasi a reti inviolate contro il Guatemala.
Nell'ottobre seguente viene convocato nella lista dei preconvocati a Qatar 2022; mentre il 14 novembre, viene inserito nella lista ufficiale dei convocati. Il 30 novembre, in occasione dell'ultima giornata del girone C contro l'Arabia Saudita (vinta 1-2), segna il primo gol in nazionale su punizione.

## Statistiche

### Presenze e reti nei club
Statistiche aggiornate al 26 giugno 2025.
| Stagione            | Squadra             | Campionato          | Campionato | Campionato | Coppe nazionali | Coppe nazionali | Coppe nazionali | Coppe continentali | Coppe continentali | Coppe continentali | Altre coppe | Altre coppe | Altre coppe | Totale | Totale |
| Stagione            | Squadra             | Comp                | Pres       | Reti       | Comp            | Pres            | Reti            | Comp               | Pres               | Reti               | Comp        | Pres        | Reti        | Pres   | Reti   |
| ------------------- | ------------------- | ------------------- | ---------- | ---------- | --------------- | --------------- | --------------- | ------------------ | ------------------ | ------------------ | ----------- | ----------- | ----------- | ------ | ------ |
| 2014-2015           | Club Tijuana        | PD                  | 5          | 0          | cMX             | 9               | 0               | -                  | -                  | -                  | -           | -           | -           | 14     | 0      |
| 2015-2016           | Club Tijuana        | PD                  | 10         | 0          | cMX             | 8               | 1               | -                  | -                  | -                  | -           | -           | -           | 18     | 1      |
| 2016-2017           | Club Tijuana        | PD                  | 5+4        | 1          | cMX             | 6               | 0               | -                  | -                  | -                  | -           | -           | -           | 15     | 1      |
| 2017-2018           | Club Tijuana        | PD                  | 21+4       | 1+1        | cMX             | 3               | 0               | CCL                | 2                  | 0                  | -           | -           | -           | 30     | 2      |
| 2018-2019           | Club Tijuana        | PD                  | 21+2       | 0          | cMX             | 5               | 1               | -                  | -                  | -                  | -           | -           | -           | 28     | 1      |
| Totale Tijuana      | Totale Tijuana      | Totale Tijuana      | 62+10      | 2+1        |                 | 31              | 2               |                    | 2                  | 0                  |             | -           | -           | 105    | 5      |
| 2019-2020           | Pachuca             | PD                  | 20         | 2          | cMX             | 6               | 0               | -                  | -                  | -                  | -           | -           | -           | 26     | 2      |
| 2020-2021           | Pachuca             | PD                  | 32+8       | 2+1        | -               | -               | -               | -                  | -                  | -                  | -           | -           | -           | 40     | 3      |
| 2021-2022           | Pachuca             | PD                  | 29+6       | 6          | -               | -               | -               | -                  | -                  | -                  | -           | -           | -           | 35     | 6      |
| 2022-2023           | Pachuca             | PD                  | 33+7       | 3          | -               | -               | -               | CCL                | 2                  | 0                  | -           | -           | -           | 42     | 3      |
| Totale Pachuca      | Totale Pachuca      | Totale Pachuca      | 114+21     | 13+1       |                 | 6               | 0               |                    | 2                  | 0                  |             | -           | -           | 143    | 14     |
| 2023-2024           | Dinamo Mosca        | PL                  | 23         | 4          | KR              | 9               | 0               | -                  | -                  | -                  | -           | -           | -           | 32     | 4      |
| 2024-2025           | Dinamo Mosca        | PL                  | 19         | 3          | KR              | 8               | 0               | -                  | -                  | -                  | -           | -           | -           | 27     | 3      |
| Totale Dinamo Mosca | Totale Dinamo Mosca | Totale Dinamo Mosca | 42         | 7          |                 | 17              | 0               |                    | -                  | -                  |             | -           | -           | 59     | 7      |
| Totale carriera     | Totale carriera     | Totale carriera     | 249        | 24         |                 | 54              | 2               |                    | 4                  | 0                  |             | -           | -           | 307    | 26     |

### Cronologia presenze e reti in nazionale
| Cronologia completa delle presenze e delle reti in nazionale ― Messico | Cronologia completa delle presenze e delle reti in nazionale ― Messico | Cronologia completa delle presenze e delle reti in nazionale ― Messico | Cronologia completa delle presenze e delle reti in nazionale ― Messico | Cronologia completa delle presenze e delle reti in nazionale ― Messico | Cronologia completa delle presenze e delle reti in nazionale ― Messico | Cronologia completa delle presenze e delle reti in nazionale ― Messico | Cronologia completa delle presenze e delle reti in nazionale ― Messico |
| Data                                                                   | Città                                                                  | In casa                                                                | Risultato                                                              | Ospiti                                                                 | Competizione                                                           | Reti                                                                   | Note                                                                   |
| ---------------------------------------------------------------------- | ---------------------------------------------------------------------- | ---------------------------------------------------------------------- | ---------------------------------------------------------------------- | ---------------------------------------------------------------------- | ---------------------------------------------------------------------- | ---------------------------------------------------------------------- | ---------------------------------------------------------------------- |
| 28-4-2022                                                              | Orlando                                                                | Messico                                                                | 0 – 3                                                                  | Guatemala                                                              | Amichevole                                                             | -                                                                      |                                                                        |
| 6-6-2022                                                               | Chicago                                                                | Messico                                                                | 0 – 0                                                                  | Ecuador                                                                | Amichevole                                                             | -                                                                      | 59’                                                                    |
| 12-6-2022                                                              | Torreón                                                                | Messico                                                                | 3 – 0                                                                  | Suriname                                                               | CONCACAF Nations League 2022-2023 - 1º turno                           | -                                                                      |                                                                        |
| 15-6-2022                                                              | Kingston                                                               | Giamaica                                                               | 1 – 1                                                                  | Messico                                                                | CONCACAF Nations League 2022-2023 - 1º turno                           | -                                                                      |                                                                        |
| 1-9-2022                                                               | Atlanta                                                                | Messico                                                                | 0 – 1                                                                  | Paraguay                                                               | Amichevole                                                             | -                                                                      | 78’                                                                    |
| 25-9-2022                                                              | Pasadena                                                               | Messico                                                                | 1 – 0                                                                  | Perù                                                                   | Amichevole                                                             | -                                                                      | 68’                                                                    |
| 28-9-2022                                                              | Città del Messico                                                      | Messico                                                                | 2 – 3                                                                  | Colombia                                                               | Amichevole                                                             | -                                                                      | 61’                                                                    |
| 9-11-2022                                                              | Girona                                                                 | Messico                                                                | 4 – 0                                                                  | Iraq                                                                   | Amichevole                                                             | -                                                                      | 45’                                                                    |
| 16-11-2022                                                             | Girona                                                                 | Messico                                                                | 1 – 2                                                                  | Svezia                                                                 | Amichevole                                                             | -                                                                      |                                                                        |
| 22-11-2022                                                             | Doha                                                                   | Messico                                                                | 0 – 0                                                                  | Polonia                                                                | Mondiali 2022 - 1º turno                                               | -                                                                      |                                                                        |
| 26-11-2022                                                             | Doha                                                                   | Argentina                                                              | 2 – 0                                                                  | Messico                                                                | Mondiali 2022 - 1º turno                                               | -                                                                      |                                                                        |
| 30-11-2022                                                             | Doha                                                                   | Arabia Saudita                                                         | 1 – 2                                                                  | Messico                                                                | Mondiali 2022 - 1º turno                                               | 1                                                                      |                                                                        |
| 27-3-2023                                                              | Città del Messico                                                      | Messico                                                                | 2 – 2                                                                  | Giamaica                                                               | CONCACAF Nations League 2022-2023 - 1º turno                           | -                                                                      |                                                                        |
| 20-4-2023                                                              | Phoenix                                                                | Stati Uniti                                                            | 1 – 1                                                                  | Messico                                                                | Amichevole                                                             | -                                                                      |                                                                        |
| 8-6-2023                                                               | Mazatlán                                                               | Messico                                                                | 2 – 0                                                                  | Guatemala                                                              | Amichevole                                                             | -                                                                      | 55’                                                                    |
| 11-6-2023                                                              | San Diego                                                              | Messico                                                                | 2 – 2                                                                  | Camerun                                                                | Amichevole                                                             | -                                                                      |                                                                        |
| 16-6-2023                                                              | East Rutherford                                                        | Stati Uniti                                                            | 3 – 0                                                                  | Messico                                                                | CONCACAF Nations League 2022-2023 - Semifinale                         | -                                                                      |                                                                        |
| 19-6-2023                                                              | East Rutherford                                                        | Panama                                                                 | 0 – 1                                                                  | Messico                                                                | CONCACAF Nations League 2022-2023 - Finale 3º posto                    | -                                                                      |                                                                        |
| 24-6-2023                                                              | Houston                                                                | Messico                                                                | 4 – 0                                                                  | Honduras                                                               | Gold Cup 2023 - 1º Turno                                               | 1                                                                      |                                                                        |
| 29-6-2023                                                              | Phoenix                                                                | Haiti                                                                  | 1 – 3                                                                  | Messico                                                                | Gold Cup 2023 - 1º turno                                               | -                                                                      | 79’                                                                    |
| 2-7-2023                                                               | Santa Clara                                                            | Messico                                                                | 0 – 1                                                                  | Qatar                                                                  | Gold Cup 2023 - 1º turno                                               | -                                                                      |                                                                        |
| 8-7-2023                                                               | Arlington                                                              | Messico                                                                | 2 – 0                                                                  | Costa Rica                                                             | Gold Cup 2023 - Quarti di finale                                       | -                                                                      | 70’                                                                    |
| 12-7-2023                                                              | East Rutherford                                                        | Giamaica                                                               | 0 – 3                                                                  | Messico                                                                | Gold Cup 2023 - Semifinale                                             | 1                                                                      | 72’                                                                    |
| 18-7-2023                                                              | Panama                                                                 | Panama                                                                 | 0 – 1                                                                  | Messico                                                                | Gold Cup 2023 - Finale                                                 | -                                                                      |                                                                        |
| 14-10-2023                                                             | Charlotte                                                              | Messico                                                                | 2 – 0                                                                  | Ghana                                                                  | Amichevole                                                             | -                                                                      |                                                                        |
| 17-10-2023                                                             | Filadelfia                                                             | Messico                                                                | 2 – 2                                                                  | Germania                                                               | Amichevole                                                             | -                                                                      | 61’                                                                    |
| 17-11-2023                                                             | Tegucigalpa                                                            | Honduras                                                               | 2 – 0                                                                  | Messico                                                                | CONCACAF Nations League 2023-2024 - Quarti di finale                   | -                                                                      | 58’                                                                    |
| 21-11-2023                                                             | Città del Messico                                                      | Messico                                                                | 2 – 0 dts (4 – 2 dtr)                                                  | Honduras                                                               | CONCACAF Nations League 2023-2024 - Quarti di finale                   | 1                                                                      | 51’ 75’                                                                |
| 21-3-2024                                                              | Arlington                                                              | Panama                                                                 | 0 – 3                                                                  | Messico                                                                | CONCACAF Nations League 2023-2024 - Semifinale                         | -                                                                      | 52’                                                                    |
| 24-3-2024                                                              | Arlington                                                              | Messico                                                                | 0 – 2                                                                  | Stati Uniti                                                            | CONCACAF Nations League 2023-2024 - Finale                             | -                                                                      | 80’                                                                    |
| 8-6-2024                                                               | College Station                                                        | Messico                                                                | 2 – 3                                                                  | Brasile                                                                | Amichevole                                                             | -                                                                      | 62’                                                                    |
| 22-6-2024                                                              | Houston                                                                | Messico                                                                | 1 – 0                                                                  | Giamaica                                                               | Coppa America 2024 - 1º turno                                          | -                                                                      | 78’                                                                    |
| 26-6-2024                                                              | Inglewood                                                              | Venezuela                                                              | 1 – 0                                                                  | Messico                                                                | Coppa America 2024 - 1º turno                                          | -                                                                      |                                                                        |
| 30-6-2024                                                              | Glendale                                                               | Messico                                                                | 0 – 0                                                                  | Ecuador                                                                | Coppa America 2024 - 1º turno                                          | -                                                                      | 73’                                                                    |
| 7-9-2024                                                               | Pasadena                                                               | Messico                                                                | 3 – 0                                                                  | Nuova Zelanda                                                          | Amichevole                                                             | -                                                                      | 77’                                                                    |
| 15-11-2024                                                             | San Pedro Sula                                                         | Honduras                                                               | 2 – 0                                                                  | Messico                                                                | CONCACAF Nations League 2024-2025 - Quarti di finale                   | -                                                                      | 58’                                                                    |
| 19-11-2024                                                             | Toluca                                                                 | Messico                                                                | 4 – 0                                                                  | Honduras                                                               | CONCACAF Nations League 2024-2025 - Quarti di finale                   | -                                                                      | 89’                                                                    |
| 20-3-2025                                                              | Inglewood                                                              | Canada                                                                 | 0 – 2                                                                  | Messico                                                                | CONCACAF Nations League 2024-2025 - Semifinale                         | -                                                                      | 89’                                                                    |
| 23-3-2025                                                              | Inglewood                                                              | Messico                                                                | 2 – 1                                                                  | Panama                                                                 | CONCACAF Nations League 2024-2025 - Finale                             | -                                                                      | 63’                                                                    |
| 7-6-2025                                                               | Salt Lake City                                                         | Messico                                                                | 2 – 4                                                                  | Svizzera                                                               | Amichevole                                                             | -                                                                      |                                                                        |
| 10-6-2025                                                              | Chapel Hill                                                            | Messico                                                                | 1 – 0                                                                  | Turchia                                                                | Amichevole                                                             | -                                                                      | 84’                                                                    |
| 18-6-2025                                                              | Arlington                                                              | Suriname                                                               | 0 – 2                                                                  | Messico                                                                | Gold Cup 2025 - 1° turno                                               | -                                                                      | 72’                                                                    |
| 22-6-2025                                                              | Paradise                                                               | Messico                                                                | 0 – 0                                                                  | Costa Rica                                                             | Gold Cup 2025 - 1° turno                                               | -                                                                      | 72’                                                                    |
| Totale                                                                 |                                                                        | Presenze                                                               | 43                                                                     |                                                                        | Reti                                                                   | 4                                                                      |                                                                        |

## Palmarès

### Nazionale
- Gold Cup: 2

2023, 2025